# 阿尔塔蒙特 (犹他州)
阿尔塔蒙特（英文：Altamont），是美国犹他州杜申县下属的一座城市。建市于 不明年份年，面积大约为0.143平方英里（0.37平方公里），海拔约为6,388英尺（1,947米）。根据2010年美国人口普查，该市有人口225人。